# El Balsirroi
El Balsirroi és un indret del municipi de Farrera, a la comarca catalana del Pallars Sobirà.